# Diana Gansky
Diana Gansky, född den 14 december 1963 i Bergen auf Rügen som Diana Sachse, är en före detta friidrottare som tävlade i diskuskastning för Östtyskland.
Ganskys genombrott kom när hon vann EM-guld för juniorer 1981. Hennes första stora genombrott som senior kom 1986 då hon vann EM-guld efter att ha kastat 71,36. Vid VM 1987 i Rom blev hon silvermedaljör efter Martina Opitz-Hellmann efter att ha kastat 70,12 meter. 
Samma år noterade hon sitt personliga rekord på 74,08, en längd som för henne upp på fjärde plats genom alla tider. 
Vid Olympiska sommarspelen 1988 blev det åter en kamp mellan Opitz-Hellmann och Gansky och även denna gång vann Opitz-Hellmann. Båda tyskorna kastade i finalen längre än det då gällande olympiska rekordet som landsmannen Evelin Jahl hade. Men hennes 71,88 i finalen blev drygt 4 decimeter kortare än Opitz-Hellmanns segerkast på 72,30 meter.

## Personliga rekord
- Diskuskastning - 74,08 meter